# خدمات لوجستية (فلم)
خدمات لوجستية هو فيلم فني تجريبي تم إنتاجه في السويد وصدر في سنة 2012، من تصميم وإخراج إريكا ماجنوسون ودانييل أندرسون. تبلغ مدة الفيلم 51،420 دقيقة (857 ساعة أو 35 يومًا و 17 ساعة) ، مما يجعله أطول فيلم تم إنتاجه على الإطلاق.

## وصلات خارجية
- خدمات لوجستية على موقع IMDb (الإنجليزية)
- خدمات لوجستية على موقع قاعدة بيانات الفيلم (الإنجليزية)
- خدمات لوجستية على موقع ليتربوكسد (الإنجليزية)
- خدمات لوجستية على موقع كينوبويسك (الروسية)

- خدمات لوجستية  في قاعدة بيانات الأفلام على الإنترنت (بالإنجليزية)